# Équipe d'Australie de rugby à XV au tri-nations 2000
L'Équipe d'Australie de rugby à XV au tri-nations 2000 est composée de 33 joueurs. Elle termine première de la compétition avec 14 points, trois victoires et une défaite. C'est le premier titre des Wallabies dans la compétition.

## Résultats
| 15 juillet 2000 | Australie                                                                                         | 35 – 39 (24 – 24) | Nouvelle-Zélande                                                                                          | Sydney, Australie Arbitre : André Watson |
| 15 juillet 2000 | Essai(s) : Mortlock 2, Latham, Roff, Paul Transformation(s) : Mortlock 2 Pénalité(s) : Mortlock 2 |                   | Essai(s) : Umaga, Alatini, Cullen, Marshall, Lomu Transformation(s) : Mehrtens 4 Pénalité(s) : Mehrtens 2 | Sydney, Australie Arbitre : André Watson |
| 15 juillet 2000 |                                                                                                   |                   | | Sydney, Australie Arbitre : André Watson |

| 29 juillet 2000 | Australie                                                                         | 26 – 6 (19 – 6) | Afrique du Sud               | Sydney, Australie Arbitre : Ed Morrison |
| 29 juillet 2000 | Essai(s) : Mortlock, Paul Transformation(s) : Mortlock 2 Pénalité(s) : Mortlock 4 |                 | Pénalité(s) : van Straaten 2 | Sydney, Australie Arbitre : Ed Morrison |
| 29 juillet 2000 |                                                                                   |                 |                              | Sydney, Australie Arbitre : Ed Morrison |

| 5 août 2000 | Nouvelle-Zélande                                                            | 23 – 24 (20 – 18) | Australie                                                                              | Wellington, Nouvelle-Zélande Arbitre : Jonathan Kaplan |
| 5 août 2000 | Essai(s) : Cullen 2 Transformation(s) : Mehrtens 2 Pénalité(s) : Mehrtens 3 |                   | Essai(s) : Mortlock, Roff Transformation(s) : Mortlock Pénalité(s) : Eales, Mortlock 3 | Wellington, Nouvelle-Zélande Arbitre : Jonathan Kaplan |
| 5 août 2000 |                                                                             |                   |                                                                                        | Wellington, Nouvelle-Zélande Arbitre : Jonathan Kaplan |

| 26 août 2000 | Afrique du Sud               | 18 – 19 (6 – 13) | Australie                                                               | Durban, Afrique du Sud Arbitre : Paul Honiss |
| 26 août 2000 | Pénalité(s) : van Straaten 6 |                  | Essai(s) : Latham Transformation(s) : Mortlock Pénalité(s) : Mortlock 4 | Durban, Afrique du Sud Arbitre : Paul Honiss |
| 26 août 2000 |                              |                  |                                                                         | Durban, Afrique du Sud Arbitre : Paul Honiss |

## Classement
| Rang | Pays                 | J | V | N | D | Bo | Bd | Pm  | Pe  | Diff | Pts |
| ---- | -------------------- | - | - | - | - | -- | -- | --- | --- | ---- | --- |
| 1    | Australie            | 4 | 3 | 0 | 1 | 1  | 1  | 104 | 86  | +18  | 14  |
| 2    | Nouvelle-Zélande (T) | 4 | 2 | 0 | 2 | 2  | 2  | 127 | 117 | +10  | 12  |
| 3    | Afrique du Sud       | 4 | 1 | 0 | 3 | 1  | 1  | 82  | 110 | -28  | 6   |

|  | Vainqueur de la compétition (no 1). |
|  | T : Tenant du titre 1999            |

Attribution des points : victoire sur tapis vert : 5, victoire : 4, match nul : 2, défaite : 0, forfait : -2 ; plus les bonus (offensif : 3 essais de plus que l'adversaire ; défensif : défaite par 7 points d'écart ou moins).
Règles de classement : ?

## Composition de l'équipe
L'équipe était entraînée par Rod Macqueen. Les joueurs suivants ont joué pendant ce Tri-nations 2000.

### Première Ligne
- Fletcher Dyson (4 matchs, 4 comme titulaire)
- Richard Harry (4 matchs, 4 comme titulaire)
- Michael Foley (4 matchs, 4 comme titulaire)
- Glenn Panoho (3 matchs, 3 comme remplaçant)
- Jeremy Paul (4 matchs, 4 comme remplaçant, 2 essais, 10 points)

### Deuxième Ligne
- John Eales (4 matchs, 4 comme titulaire, 1 pénalité, 3 points)
- David Giffin (4 matchs, 4 comme titulaire)
- Troy Jaques (1 match, 1 comme remplaçant)

### Troisième Ligne
- Matthew Cockbain (2 matchs, 2 comme remplaçant)
- Mark Connors (4 matchs, 1 comme remplaçant, 3 comme titulaire)
- Toutai Kefu (4 matchs, 3 comme remplaçant, 1 comme titulaire)
- Jim Williams (4 matchs, 4 comme titulaire)
- David Wilson (4 matchs, 4 comme titulaire)

### Demi de mêlée
- George Gregan (4 matchs, 4 comme titulaire)

### Demi d’ouverture
- Stephen Larkham (4 matchs, 4 comme titulaire)

### Trois quart centre
- Dan Herbert (4 matchs, 4 comme titulaire)
- Jason Little (4 matchs, 4 comme titulaire)

### Trois quart aile
- Stirling Mortlock (4 matchs, 4 comme titulaire, 4 essais, 6 transformations, 13 pénalités, 71 points)
- Joe Roff (4 matchs, 4 comme titulaire, 2 essais, 10 points)
- Ben Tune (3 matchs, 3 comme remplaçant)

### Arrière
- Chris Latham (4 matchs, 4 comme titulaire, 2 essais, 10 points)